# Литвинов, Борис Иванович
Борис Иванович Литвинов (25 июля 1907, Речица, Минская губерния — неизвестно, Могилёв) — советский военачальник, военный лётчик, участник Конфликта на Китайско-Восточной железной дороге, Боев на Халхин-Голе, Советско-финляндской и Великой Отечественной войн, командир 39-й и 302-й истребительных авиационных дивизий в Великой Отечественной войне, полковник (24.01.1942).

## Биография
Борис Иванович Литвинов родился 25 июля 1907 года в городе Речица Минской губернии Российской империи. Белорус.
В Красной армии с сентября 1925 года. Окончил Военно-теоретическую школу ВВС РККА в Ленинграде в 1926 году, 1-ю военную школу летчиков имени А. Ф. Мясникова в 1927 году.
До службы в армии учился в школе-семилетке в Гомеле. После поступления курсантов в Военно-теоретическую школу ВВС РККА прошел обучение и был направлен в 1-ю военную школу летчиков имени А. Ф. Мясникова. Окончив школу летчиков получил звание среднего командира РККА и направлен младшим летчиком в 25-й отдельный авиаотряд ВВС ОКДВА в Читу. В его составе с августа 1929 года по январь 1930 года принимал участие в боях на КВЖД, в Маньчжуро-Чжалайнорской операции. С марта 1930 года служил старшим летчиком и командиром звена в 5-й авиаэскадрилье ВВС ОКДВА в Спасске.
В марте 1933 года переведен в Белорусский военный округ командиром звена 8-й легкоштурмовой авиаэскадрильи в Гомеле. В феврале 1934 года назначен командиром отряда в 29-ю легкоштурмовую авиаэскадрилью, который в течение двух лет являлся лучшим в бригаде. В январе 1936 года он был переведен командиром отряда в 106-ю истребительную авиаэскадрилью в Витебск, с января 1937 года там же исполнял должность инструктора по технике пилотирования и теории полета 40-й легкобомбардировочной авиабригады. В апреле 1938 года майор Б. И. Литвинов переводится в Ленинградский военный округ на должность инспектора по технике пилотирования 54-й легкобомбардировочной авиабригады.
В июле 1939 года направлен в МНР, где служил инспектором по технике пилотирования, затем помощником командира 56-го истребительного авиационного полка. В последней должности принимал участие в боях на реке Халхин-Гол. За боевые отличия был награждён орденом Красного Знамени.
В ходе Советско-финляндской войны был направлен на Северо-Западный фронт, где с 28 февраля 1939 года вступил в должность помощника командира 59-й истребительной авиабригады. После окончания войны занимал должность помощника командира 59-й истребительной авиабригады, затем 3-й истребительной авиационной дивизии. 8 августа 1940 года назначается заместителем командира 39-й истребительной авиационной дивизии.
С началом Великой Отечественной войны дивизия воевала на Северном, затем Ленинградском фронтах. До ноября она вела боевые действия на самолётах МиГ-3 и И-16, затем была укомплектована самолётами «Кёртис-Томахоук» (Curtiss P-40). 25 декабря подполковник Б. И. Литвинов был допущен к исполнению должности командира 39-й истребительной авиадивизии. Части дивизии выполняли задачи по сопровождению Douglas DC-3 с продовольствием в осажденный Ленинград, прикрывали объекты Волховстроя и ГЭС № 6. С 28 февраля 1942 года подполковник Б. И. Литвинов назначается заместителем командующего ВВС 8-й армии Ленинградского фронта. Войска армии вели бои на синявинском направлении. В июне она вошла в подчинение Волховскому фронту и участвовала в Синявинской наступательной операции.
20 ноября 1942 года полковник Б. И. Литвинов назначается старшим инспектором 13-й воздушной армии. 8 декабря 1942 года он отозван в Управление кадров ВВС Красной армии и был назначен командиром формируемой 302-й истребительной авиационной дивизии. С февраля 1943 года дивизия воевала в составе 4-го истребительного авиационного корпуса 2-й воздушной армии Воронежского и 5-й воздушной армии Степного фронтов (с октября 1943 года — 2-й Украинский фронт).
Дивизия участвовала в Белгородско-Харьковской наступательной операции и освобождении города Харьков, Битве за Днепр и Кременчугской наступательной операции.
За грубые нарушения воинской дисциплины и плохое руководство дивизией снят с должности и в марте 1944 года назначен с понижением командиром 909-го истребительного авиационного полка, находившегося на переформировании в Архангельском военном округе. Дивизии, сформированной Литвиновым, через месяц после его снятия приказом ВГК № 57 от 08.01.1944 года за показанные образцы мужества и геройства в борьбе против фашистских захватчиков объявлена благодарность и присвоено почётное наименование «Кировоградская», 2 июля 1944 года все три полка дивизии преобразованы в гвардейские.
909-й истребительный авиационный полк был переформирован и зачислен в состав 130-й истребительной авиационной дивизии езерва ставки ВГК. Доукомплектован на аэродроме Старая Торопа, в Московском военном округе на аэродроме Федотово Калужской области и аэродроме Волосово Московской области освоил истребители-бомбардировщики Як-9Л. 17 октября 1944 года приступил к боевой работе в составе 130-й истребительной авиационной дивизии 1-й воздушной армии 3-го Белорусского фронта на самолётах Як-9Л и Як-9Т.
С осени 1944 года полк участвовал в Мемельской, Гумбиннен-Гольдапской, Инстербургско-Кёнигсбергской, Растенбургско-Хейльсбергской, Браунсбергской, Земландской наступательных операциях, в Штурме Кёнигсберга. За образцовое выполнение боевых заданий командования в боях с немецкими захватчиками при овладении городом и крепостью Пиллау и проявленные при этом доблесть и мужество Указом Президиума Верховного Совета СССР от 28 мая 1945 года полк награждён орденом Кутузова III степени.
В мае 1945 года полковник Литвинов по решению командования ВВС Красной армии переведен заместителем по летной подготовке начальника Конотопского военного авиационного училища летчиков. 30 августа 1946 года уволен в запас. Проживал в Могилеве.

## Награды
- 3 ордена Красного Знамени[1];
- орден Отечественной войны I степени[1];
- 2 ордена Красной Звезды[1];
- Медали[1].